# Karl Giering
Karl Friedrich Gustav Giering (* 17. August 1900 in Pechlüge bei Schwerin an der Warthe; † 9. November 1945 in Halle (Saale)) war ein deutscher Kriminalrat der Gestapo und SS-Hauptsturmführer. Er war Leiter des Sonderkommandos „Rote Kapelle“ im Reichssicherheitshauptamt (RSHA).

## Leben
Giering wurde als Sohn des Bauers Reinhold und Anne Giering, geborene Sperling, in Pechlüge, eine Gemeinde innerhalb der preußischen Provinz Posen, geboren. Er wurde 1918 als Soldat eingezogen, doch nahm durch den Waffenstillstand von Compiègne nicht mehr am Ersten Weltkrieg teil. Im März des darauffolgenden Jahres kämpfte er bei den Berliner Märzkämpfen auf Seite der Freikorps unter dem Oberbefehl von General Walther von Lüttwitz. Im April 1920 wechselte er ins Reichswehrministerium und gehörte 1924/25 dem Bund Wiking als Nachfolgeorganisation der Marine-Brigade Ehrhardt an. Giering heiratete am 23. Oktober 1926 Toska Schumann in Berlin.
Im Jahr 1925 begann seine Tätigkeit für die Kriminalpolizei und später in der Politischen Polizei. 1933 wurde Giering in die Gestapo übernommen und verantwortlich für das brutale Verhör an Alfred Kattner, das über Kattner zur Infiltration der KPD-Spitze führte. Nach dem Besuch der Führerschule der Sicherheitspolizei wurde Giering im Juni 1938 zum Kriminalkommissar befördert. Nach dem am 9. November 1939 knapp gescheiterten Sprengstoffattentat auf Adolf Hitler und nahezu die gesamte nationalsozialistische Führungsspitze im Münchner Bürgerbräukeller durch Georg Elser wurde Giering nach eigenen Aussagen von Heinrich Himmler Hitler vorgestellt und zur Aufklärung des Attentats zum SS-Untersturmführer ernannt. Am 20. Dezember 1939 beantragte Giering die Aufnahme in die NSDAP und wurde zum 1. April 1940 aufgenommen (Mitgliedsnummer 7.617.798). Später war Giering im Amt IV, Abteilung II des RSHA zur „Gegnerbekämpfung“ tätig. Ab Sommer 1941 war er gemeinsam mit Wilhelm Piepe in Belgien und 1942 in Paris tätig. Dort wurde er Leiter des Sonderkommando „Rote Kapelle“ im RSHA und wurde im November des gleichen Jahres zum Kriminalrat befördert. In dieser Funktion verhörte er Leopold Trepper. Im August 1943 schied er aus gesundheitlichen Gründen aus und verstarb am 9. November 1945 an Krebs. Sein Nachfolger im Sonderkommando wurde Heinz Pannwitz.